# استیو اودل
استیو اودل، (به انگلیسی: Steve Odell) (زاده ۲۴ فوریه ۱۹۵۵) کارآفرین، بازرگان و مدیر ارشد اجرایی بریتانیایی است، که در حال حاضر به‌عنوان مدیر عامل اجرایی شرکت فورد اروپا فعالیت می‌کند. وی در فاصله سال‌های ۲۰۰۸ تا ۲۰۱۰ مدیرعامل شرکت خودروسازی ولوو کارز بود.